# 2008 في فرنسا
فيما يلي قوائم الأحداث التي وقعت خلال عام 2008 في فرنسا.

## سياسة

### تعيين في المنصب
- 2 فبراير – كارلا بروني spouse of the President of France  [لغات أخرى]‏.
- 1 مارس – سيباستيان لو كلارك رئيس بلدية.
- 14 مارس – لوران فوكييه رئيس بلدية.
- 15 مارس – رودولف ألكسندر رئيس بلدية.
- 17 مارس – إدوار فيليب عضو المجلس العام  [لغات أخرى]‏.
- 21 مارس – نجاة فالو بلقاسم عضو المجلس العام  [لغات أخرى]‏، عضو مجلس بلدية.
- 22 مارس – دومينيك فوانيه رئيس بلدية.
- 22 مارس – ناتالي كوسيوسكو موريزيت رئيس بلدية.
- 29 مارس – رشيدة داتي رئيس بلدية.
- 1 أكتوبر – جيرارد لارشيه رئيس مجلس الشيوخ الفرنسي  [لغات أخرى]‏.

### انتهاء فترة المنصب
- 16 مارس – رولاند بلوم رئيس بلدية.
- 16 مارس – فرانسو دي بنافيو رئيس بلدية.
- 17 مارس – فرانسوا أولاند رئيس بلدية،First Secretary of the Socialist Party [الإنجليزية]‏.
- 18 مارس – إدوار فيليب عضو مجلس جهوي.
- 12 يونيو – نجاة فالو بلقاسم عضو مجلس جهوي.
- 1 أكتوبر – كريستيان بونسليه رئيس مجلس الشيوخ الفرنسي  [لغات أخرى]‏.

## رياضة
- 1 يناير – دورة فرنسا المفتوحة 2008
- 1 يناير – سباق باريس روبيه 2008 الفائزون فابيان كانسيليرا، توم بونن، أليساندرو بلان.

## ظهور
- 1 يناير – دونتنود للترفيه
- 1 يناير – ميديا بارت

## أفلام
من الأفلام التي صدرت هذه السنة في فرنسا:
- 1 يناير – الدوقة من إخراج Saul Dibb [الإنجليزية]‏.
- 1 يناير – إيغور من إخراج Tony Leondis [الإنجليزية]‏.
- 1 يناير – بدي شوف
- 1 يناير – بركات من إخراج جميلة الصحراوي.
- 1 يناير – تحت القصف من إخراج فيليب عرقتنجي.
- 1 يناير – تشي من إخراج ستيفن سودربرغ.
- 1 يناير – تيكن من إخراج بيير موريل.
- 1 يناير – جنينة الأسماك من إخراج يسري نصر الله.
- 1 يناير – جي سي في دي من إخراج مبروك المشري.
- 1 يناير – حلم كاسندرا من إخراج وودي آلن.
- 1 يناير – زيارة الفرقة الموسيقية من إخراج عيران كوليرين.
- 1 يناير – سكر بنات من إخراج نادين لبكي.
- 1 يناير – سن أوف رامباو من إخراج جاريث جينجس.
- 1 يناير – شيفا من إخراج رونيت القبص، شلومي القبص [الإنجليزية]‏.
- 1 يناير – فجر العالم من إخراج عباس فاضل.
- 1 يناير – فرنسية من إخراج سعاد البوهاتي.
- 1 يناير – قناع الغوص والفراشة من إخراج جوليان شنابل.
- 1 يناير – قنديشة من إخراج Jérôme Cohen-Olivar [الإنجليزية]‏.
- 1 يناير – كسكسي بالبوري من إخراج عبد اللطيف كشيش.
- 1 يناير – مسخرة من إخراج إلياس سالم.
- 1 يناير – ملح هذا البحر من إخراج آن ماري جاسر.
- 1 يناير – ميلودراما حبيبي
- 1 يناير – ناقل 3 من إخراج Olivier Megaton [الإنجليزية]‏.
- 1 يناير – هي فوضى؟ من إخراج يوسف شاهين، خالد يوسف.
- 17 يناير – مرحبا بكم في أرض الشتيين من إخراج داني بون.
- 24 يناير – بالتأكيد، ربما من إخراج آدم بروكس.
- 18 مايو – منزل من إخراج أورسولا ماير.
- 27 أغسطس – يحرق بعد القراءة من إخراج جويل كوين، إيثان كوين.
- 15 أكتوبر – فروست ونيكسون من إخراج رون هاوارد.

## برامج ومسلسلات وأنمي
- نادي مكافحة الوحوش

## وفيات

### يناير
- 1 يناير – فريدون صاحب جم (مواليد 1933)
- 5 يناير – لويس هون (مواليد 1924) لاعب كرة قدم.[1]

### فبراير
- 18 فبراير – ألان روب جرييه (مواليد 1922)[2]

### أبريل
- 11 أبريل – كلود أبيه (مواليد 1927) لاعب كرة قدم فرنسي.[3]
- 16 أبريل – رينيه ديرودر (مواليد 1930) لاعب كرة قدم فرنسي.
- 17 أبريل – إيمي سيزير (مواليد 1913)[4]

### مايو
- 8 مايو – جاك فافر (مواليد 1921) لاعب كرة قدم.

### يونيو
- 27 يونيو – رايموند لفيفر (مواليد 1929)[5]

### يوليو
- 27 يوليو – ريموند ألين (مواليد 1912) ممثلة فرنسية.[6]

### أغسطس
- 13 أغسطس – هنري كارتن (مواليد 1904) رياضياتي فرنسي.[7]
- 30 أغسطس – قاي ديفيد (مواليد 1947)

### سبتمبر
- 9 سبتمبر – روجر بلوخ (مواليد 1925)[8]

### ديسمبر
- 18 ديسمبر – روبيرت جونكويت (مواليد 1925) لاعب كرة قدم فرنسي.